# Agrostis hackeliana
Agrostis hackeliana é uma espécie de gramínea do gênero Agrostis, pertencente à família Poaceae.